# 王孝 (萬曆進士)
王孝（？—？），字子順，號二峰，南直隶蘇州府吴江縣人。明朝政治人物、進士出身。

## 生平
万历十三年（1585年）乙酉科應天鄉試舉人，十七年（1589年）以易四房中式己丑科三甲第八名進士，工部觀政，六月授行人司行人，二十一年选授禮部主事，卒于官。

## 家族
曾祖王普，七品散官。祖父王易，中书舍人。父王之卿，监生。